# Stenellipsis fragilis
Stenellipsis fragilis là một loài bọ cánh cứng trong họ Cerambycidae.